# Брадфордсвілл (Кентуккі)
Брадфордсвілл (англ. Bradfordsville) — місто (англ. city) в США, в окрузі Меріон штату Кентуккі. Населення — 270 осіб (2020).

## Географія
Брадфордсвілл розташований за координатами 37°29′41″ пн. ш. 85°8′43″ зх. д. / 37.49472° пн. ш. 85.14528° зх. д. (37.494621, -85.145173).  За даними Бюро перепису населення США в 2010 році місто мало площу 0,70 км², з яких 0,70 км² — суходіл та 0,01 км² — водойми.

## Демографія
Згідно з переписом 2010 року, у місті мешкали 294 особи в 126 домогосподарствах у складі 80 родин. Густота населення становила 417 осіб/км².  Було 145 помешкань (206/км²).
Расовий склад населення:
| - 99,3 % — білих - 0,7 % — чорних або афроамериканців |

До двох чи більше рас належало 0,0 %. Частка іспаномовних становила 0,7 % від усіх жителів.
За віковим діапазоном населення розподілялося таким чином: 26,5 % — особи молодші 18 років, 59,6 % — особи у віці 18—64 років, 13,9 % — особи у віці 65 років та старші. Медіана віку мешканця становила 35,3 року. На 100 осіб жіночої статі у місті припадало 90,9 чоловіків;  на 100 жінок у віці від 18 років та старших — 91,2 чоловіків також старших 18 років.
Середній дохід на одне домашнє господарство  становив 35 667 доларів США (медіана — 27 500), а середній дохід на одну сім'ю — 39 753 долари (медіана — 34 028). За межею бідності перебувало 21,8 % осіб, у тому числі 32,9 % дітей у віці до 18 років та 19,6 % осіб у віці 65 років та старших.
Цивільне працевлаштоване населення становило 125 осіб. Основні галузі зайнятості: виробництво — 33,6 %, освіта, охорона здоров'я та соціальна допомога — 15,2 %, роздрібна торгівля — 12,8 %.